# Laurine Duler
Pour les articles homonymes, voir Duler.
 (juin 2008).
 (juin 2014).
 (juin 2014).
Si vous disposez d'ouvrages ou d'articles de référence ou si vous connaissez des sites web de qualité traitant du thème abordé ici, merci de compléter l'article en donnant les références utiles à sa vérifiabilité et en les liant à la section « Notes et références ».
Laurine Duler, est une femme française entendante, fondatrice de l'école des sourds de Rouen, directrice de l'école des sourds d'Auray (Morbihan) et fondatrice de l'institution des jeunes sourds et muets d'Arras.

## Biographie
En 1792 Laurine Duler fut embauchée comme surveillante par l'Abbé Sicard à l'institut national de jeunes sourds de Paris où elle apprend la langue des signes et des méthodes d'éducation des enfants sourds. Elle fut nommée répétitrice en même temps que Laurent Clerc en 1807.
En 1803, Abbé Sicard l'envoya à Rouen où elle participa à la fondation de l'institution des enfants sourds et fut nommée institutrice à l'Hospice Général. La date de son retour à Paris reste inconnue, mais en 1810, elle fut envoyée de nouveau par l'Abbé Sicard cette fois à d'Auray, à la demande de Gabriel Deshayes, alors curé de cette ville. Elle y devint la première directrice de l'établissement de la chartreuse d'Auray  où fut fondée la première école pour enfants sourds de Bretagne.
En 1817, elle fonda l'institution des jeunes sourds et muets d'Arras où elle accueillait une vingtaine d'enfants sourds. La ville d'Arras mettait alors à sa disposition la Maison des vieillards, ex rue de la pauvreté (actuellement rue des Augustines). L'école déménagea ensuite au 95 de la rue Saint-Maurice.

## Institution des jeunes sourds et muets d'Arras
En 1857, par un décret napoléonien, la Compagnie des filles de la Charité fait l'acquisition de l'institution des jeunes sourds et muets d'Arras. 
En 1858, le Conseil Général demande aux sœurs de se charger également des aveugles. Cette situation perdurera jusqu'en 1959, date à laquelle ceux-ci seront regroupés à l'institut de Jeunes Aveugles de Lille. Administrée jusqu'au 31 décembre 1985 par la Compagnie de la charité de Saint-Vincent-de-Paul, l'institution des Sourds et Muets devient Centre d'Éducation pour Jeunes Sourds.
En 1998, l'association élargit ses objectifs en se rapprochant des usagers par la création du SSEFIS (service de Soutien d’Éducation Familiale et d'intégration scolaire), étendant son action auprès des personnes souffrant de troubles de la communication par la création du SESSAD (Service d’Éducation Spécialisée et de Soins à Domicile). Elle apporte également son aide au-delà de la scolarité des jeunes déficients auditifs par la création d'un foyer d'hébergement et en poursuivant le dépistage de la surdité par la création d'un centre de santé spécialisé en audiophonologie.
En 2005, le CEJS (centre d'éducation pour des jeunes sourds, 10 rue des Augustines 62000 Arras) a ouvert deux classes bilingues « expérimentales » : l'une est composée de 6 élèves de Petite Section de Maternelle, l'autre composée également de 6 élèves âgés de 14 ans, concerne la section pré-professionnelle.
L'association actuellement gestionnaire est l'association Jules Catoire (audition, parole et communication).

## Annexe
Extrait du décret :
St-Cloud le 22 juin 1857,
Napoléon par la grâce de Dieu..
Art 1er : la congrégation des Sœurs de la charité de Saint-Vincent de Paul, existant à Paris (Seine) en vertu d'un décret impérial du 8 novembre 1809, est autorisé à fonder dans la ville d'Arras (Pas de Calais), rue de la pauvreté et des porteurs, un établissement de sœurs de son ordre, à la charge pour les membres de cet établissement de se conformer exactement aux statuts approuvés pour la Maison Mère par le décret précité.

Dans le règlement établi à cette époque par le préfet du Pas de Calais, le comte de Tanlay on pouvait lire : 
L'institution des Sourds existant à Arras a pour but de donner l'instruction gratuite aux élèves admis dans cet établissement, soit du département du Pas de Calais, ou des départements voisins, soit des villes, des établissements de bienfaisance ou des personnes charitables.